# EuroCity-Express
EuroCity-Express, kurz ECE, ist eine Zuggattung der Deutschen Bahn (DB), die auf zwei Relationen verkehrt. Dabei handelt es sich um Zuggarnituren der Schweizerischen Bundesbahnen (SBB) und der Trenitalia, die in Italien und der Schweiz als EuroCity (EC) bezeichnet werden, im innerdeutschen Verkehr aber in Anlehnung an den Intercity-Express (ICE), dem sie tariflich gleichgestellt sind, als ECE verkehren.

## Geschichte

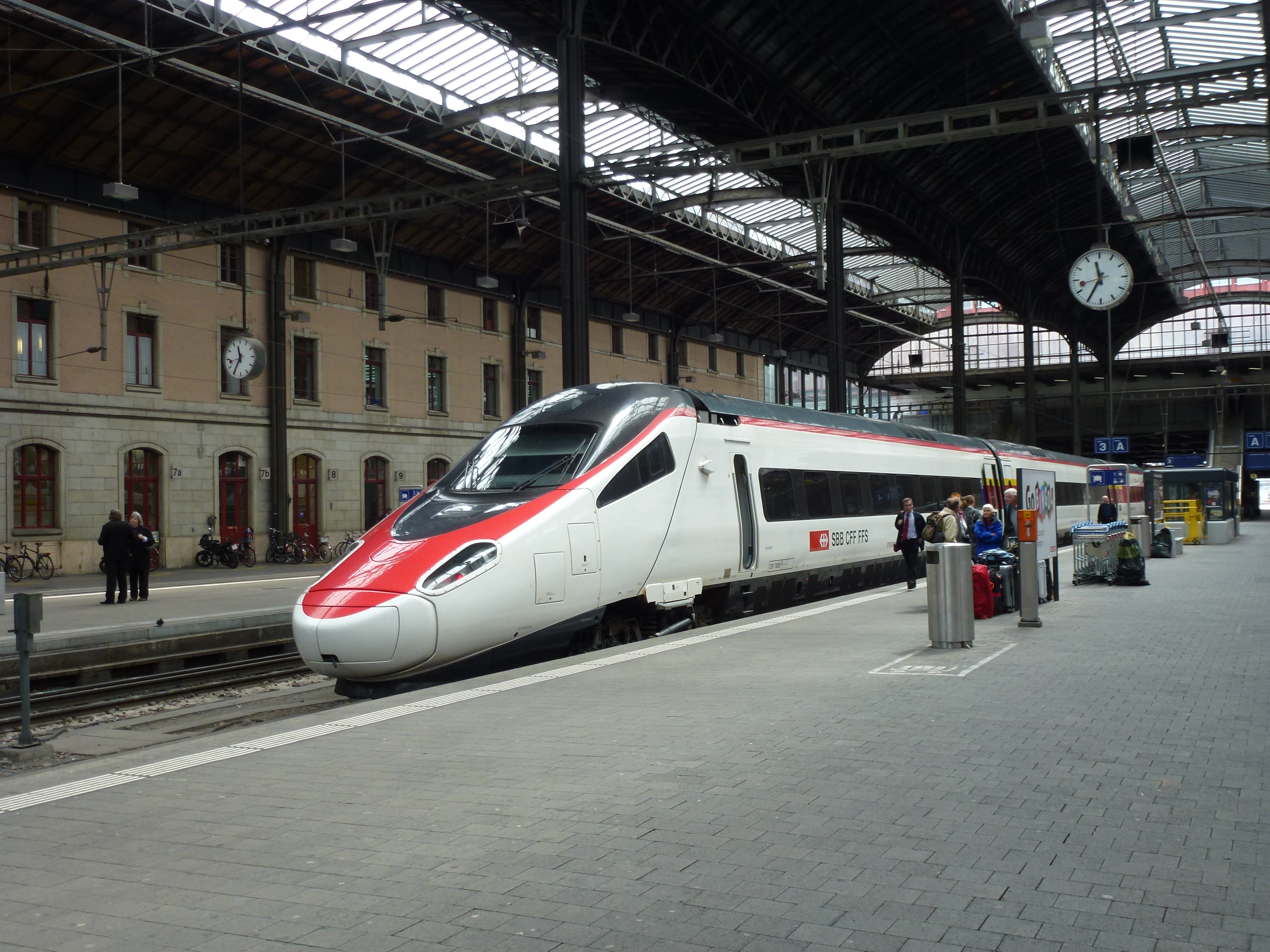
ETR 610/RABe 503 der SBB im Bahnhof Basel SBB.

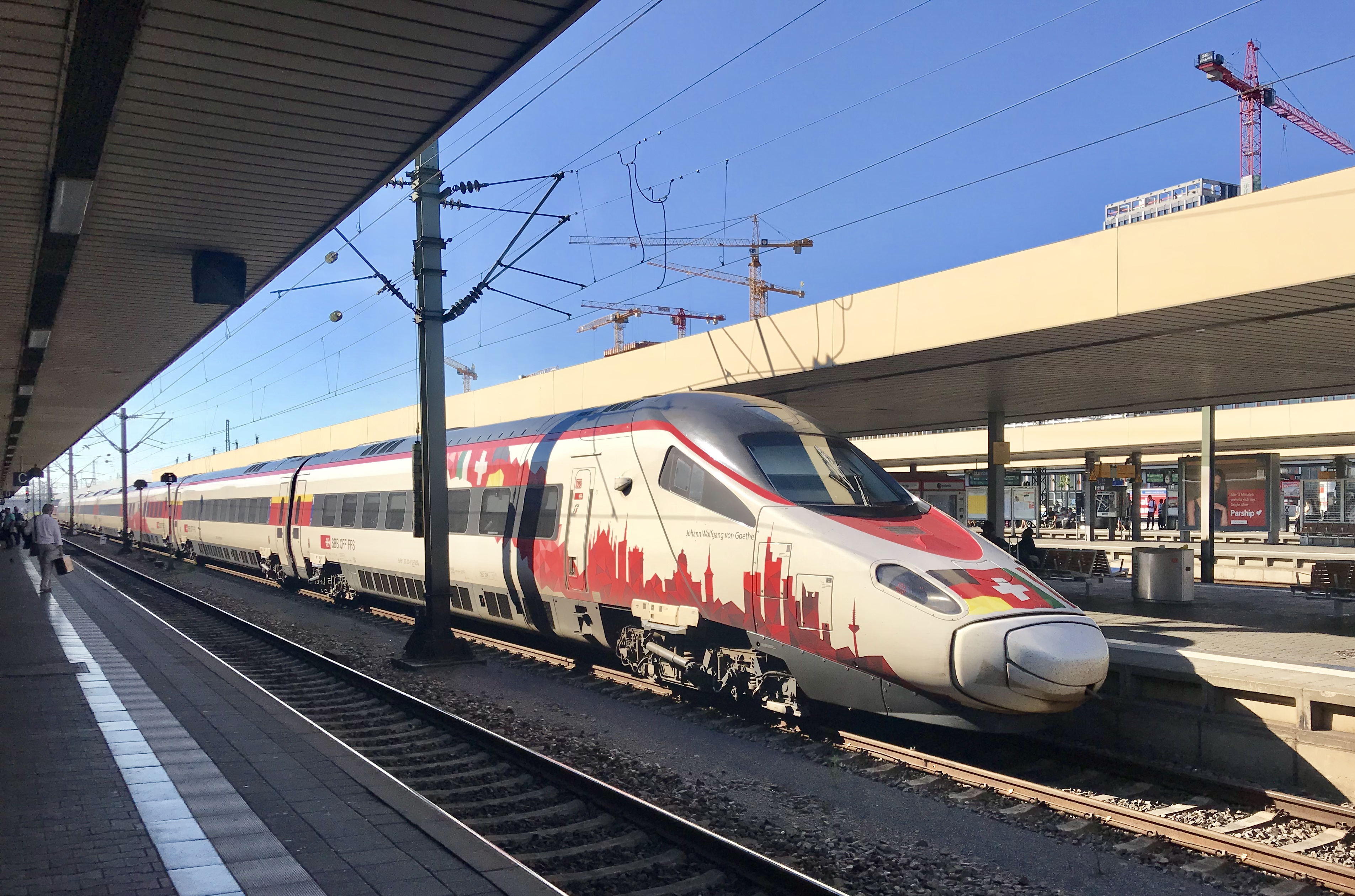
ETR610 Johann Wolfgang von Goethe als ECE451 in Mannheim Hbf

Die Zuggattung wurde mit dem Fahrplanwechsel am 10. Dezember 2017 neu geschaffen, da die Verbindung Frankfurt–Mailand, gefahren mit einem ETR 610 der SBB, laut Deutscher Bahn ICE-ähnliche Fahrzeiten und Komfort bietet. Weil der Zug als EC nur in der zweithöchsten Zuggattung eingestuft worden wäre, wurde für den innerdeutschen Verkehr der ECE geschaffen.
Zum Fahrplanwechsel am 13. Dezember 2020 nahmen auch auf der teilweise neu elektrifizierten Strecke zwischen München und Zürich mit ETR 610 gefahrene Züge den Betrieb auf. Mittelfristig strebte der damalige deutsche Bundesverkehrsminister Andreas Scheuer eine Integration dieser Verbindungen in sein Konzept eines „Trans-Europ-Express 2.0“ an.

## Linien

### Frankfurt–Basel–Zürich–Mailand
Die erste, 2017 eingeführte ECE-Linie führt von Frankfurt über Mannheim, Karlsruhe, Freiburg nach Basel SBB. Dort fährt der Zug als Eurocity weiter zum Bahnhof Milano Porta Garibaldi (von Frankfurt (Main) Hbf)/Bahnhof Milano Centrale (nach Frankfurt (Main) Hbf). Bei der Hinfahrt (bis Juni 2019 ECE/EC 151, danach ECE/EC 451) führt sie via Luzern und durch den Gotthard-Basistunnel, bei der Rückfahrt (ECE/EC 52) durch den Lötschberg-Basistunnel und Bern. In fahrplantechnischer Hinsicht handelt es sich hier um eine Verlängerung des EC Milano Porta Garibaldi/Milano Centrale–Basel SBB nach Norden. Seit Juni 2021 bedient der Zug auch den nahe dem Europa-Park liegenden Haltepunkt Ringsheim. Eingesetzt wurden ETR 610 von Trenitalia (bis zum Fahrplanwechsel im Dezember 2020 waren baugleiche Züge der SBB im Einsatz).
Per Fahrplanwechsel im Dezember 2023 wurde der ECE wegen dem Eisenbahnunfall im Gotthard-Basistunnel auf Frankfurt–Zürich eingekürzt, anfangs mit ETR 610 der SBB, später mit Giruno. Seit dem 2. September 2024 verkehrt das Zugpaar auf der Strecke Frankfurt–Basel–Zürich–Mailand mit den Zugnummern 150 und 151.

### München–Lindau (–Zürich)
Zum Fahrplanwechsel im Dezember 2020 erfolgte die Betriebsaufnahme der ECE-Linie München–Zürich. Hier werden in Kooperation mit den SBB und den ÖBB täglich sieben Zugpaare angeboten, die von München bis Lindau als ECE, anschließend als EC nach Bregenz und Zürich fahren. Die Einführung der Linie wurde durch die Elektrifizierung des Abschnitts Geltendorf–Lindau ermöglicht. Zuvor verkehrten auf der Verbindung vier EC-Zugpaare täglich. Während die früheren EC in den Bahnhof Lindau-Insel fuhren, bedienen die ECE ausschließlich den Bahnhof Lindau-Reutin.

## Fahrzeuge
Zum Einsatz kommen Alstom ETR 610/RABe 503 Astoro bzw. RABe 501 Giruno der SBB. Der RABe 503 022 wurde dabei anlässlich der Einführung der ersten ECE-Verbindung mit einem trinationalen Design versehen und am 17. November 2017 im Bahnhof Basel SBB auf den Namen Johann Wolfgang von Goethe getauft. Zwischen München und Zürich werden Astoro eingesetzt, zwischen Frankfurt und Mailand Giruno.

## Tarif
In Deutschland unterliegt der Zug dem ICE-Tarif. In Italien hingegen wird er als herkömmlicher EuroCity vertrieben. In der Schweiz und in Österreich wird generell keine tarifliche Differenzierung nach Zuggattung vorgenommen. Im grenzüberschreitenden Verkehr nach Italien gilt zudem ein Globalpreis, bei dem eine Sitzplatzreservierung im Fahrpreis inbegriffen ist.